# Мужун Дзюн
Мужун Дзюн (на китайски: 慕容儁; на пинин: Mùróng Jùn) е владетел на държавата Ранна Йен през 348 – 360 година и първи неин император (от 352 година).

## Биография
Той е роден през 319 година в семейството на Мужун Хуан, наследник на Мужун Хуей. Мужун Хуей е глава на сиенбейския род Мужун и владетел на княжество в днешна южна Манджурия, което официално е васално на империята Дзин, но на практика се ползва с голяма самостоятелност. През 337 година Мужун Хуан, вече наследил ръководството на рода, се обявява за самостоятелен владетел на новата държава Йен, наричана в историографията Ранна Йен.
Мужун Дзюн е подготвян за наследник на Йен и през 344 година вече е сред ръководителите на армия, воюваща срещу княжеството Дай, а през 346 година поне номинално оглавява кампанията срещу Пуйо. През 348 година Мужун Хуан умира и Мужун Дзюн го наследява като княз на Йен.
През 349 година Мужун Дзюн се възползва от започналите междуособици в съседната империя Хао Джао и настъпва на юг, като през следващата година премества столицата си в Дзичън (на мястото на днешния Пекин). През 352 година разгромява просъществувалата няколко години държава Жан Уей, установява контрол над голяма част от Северен Китай и се обявява за император. През следващите години воюва срещу Ранна Цин и Дзин, като постепенно установява контрол над днешен Хънан.
Мужун Дзюн умира в началото на 360 година и е наследен от сина си Мужун Уей.